# Альменево (Козловський район)
Альме́нево (рос. Альменево, чув. Элменкасси) — присілок у складі Козловського району Чувашії, Росія. Входить до складу Янгільдінського сільського поселення.
Населення — 157 осіб (2010; 224 у 2002).
Національний склад:
- татари — 99 %